# Polyscias rubiginosa
Polyscias rubiginosa är en araliaväxtart som först beskrevs av Henry Nicholas Ridley, och fick sitt nu gällande namn av Porter Prescott Lowry och G.M.Plunkett. Polyscias rubiginosa ingår i släktet Polyscias och familjen araliaväxter. Inga underarter finns listade.